# Бондаренко, Валентин Геннадьевич
Валентин Геннадьевич Бондаренко (бел. Валянцін Генадзевіч Бандарэнка; род. 12 февраля 2005, Минск) — белорусский футболист, полузащитник клуба «Славия-Мозырь».

## Карьера
Воспитанник футбольной академии «Минска». Первым тренером у футболиста был Котов Валерий Викторович. В 2020 году присоединился к Академии АБФФ, в которой пробыл до июля 2022 года. Вернувшись в «Минск», стал выступать за дублирующий состав. За основную команду клуба дебютировал 2 сентября 2023 года в матче против гродненского «Немана», выйдя на замену на 54 минуте. Затем футболист продолжил выступать с основной командой клуба, однако оставался на скамейке запасных, проведя лишь 2 матча в своём дебютном сезоне, результативными действиями не отличившись. По итогу сезона футболист вместе с клубом завершил чемпионат на итоговом девятом месте.
Первый матч в новом сезоне футболист сыграл 16 марта 2024 года против борисовского БАТЭ, выйдя на поле в стартовом составе.
Закрепиться в команде в течение первой части сезона 2024 года ему не удалось, и летом он перешёл в мозырскую «Славию».